# Табакат-и Насири
Табака́т-и Насири́ (перс. طبقات ناصری‎‎; «Насировы разряды (поколения)» или «Хроника (летопись) поколений Насира») — исторический труд в форме хроники и табаката, написанный на персидском языке придворным поэтом и историком Усманом Джузджани в честь султана Насир ад-Дина, сына Ильтутмиша.
Представляет собой сложную историю исламского мира. В частности историю династии Гуридов, а так же Мамлюкской династии. Была завершена в 1260 году.
Состоит из 23 томов и написана в грубом прямом стиле. Джузджани посвятил много лет созданию этой книги, даже предоставляя ссылки на всю информацию. Хотя большая часть книги посвящена Гуридам, она также содержит историю их предшественников в Газне до прихода к власти Газневидов во главе с Себук-тегином.
При составлении своего «Табакат-и Насири» Джузджани использовал другие книги, ныне утраченные: часть из книги Байхаки о правлении Себук-тегина, «Тарих-и муджадвал» Абу-ль-Касима Имади и «Кисас-и тани» Ибн Хайсама.
«Табакат-и Насири» Джузджани также положил начало форме написания династической истории в грядущие столетия в Делийском султанате.

## Содержание
Цель «Табакат-и Насири» состояла в том, чтобы рассказать о мусульманских династиях Ирана и Средней Азии. Он начинается с пророков и объясняет их благочестие и нравственность. Это продолжается до Абдуллы, отца пророка Мухаммеда, после чего рассказывается история жизни самого пророка.
В своем «Табакат-и Насири» Джузджани рассказывает о своих религиозных взглядах и своем историографическом подходе к исламу и мусульманским правителям.

## Объем
- Том XI: представляет собой историю Газневидов от Сабук-тегина до Хосрова Малика[3].
- Том XVII: дает исторический отчет о Гуридах и о том, как они пришли к власти, а так же говорится о их правлении вплоть до 1215 при султане Ала ад-Дине[3].
- Том XIX: История Гуридского султаната от Амира Сури до Кутб ад-Дина Айбака[3].
- Том XX: представляет собой историю Айбака и первых четырех правителей Лакхнаути вплоть до прихода к власти Илтутмиша в 1236 году. Так же повествуется ранняя история визиря Балбана (позже султан Дели)[3].
- Том XXIII: содержит подробную информацию о Чингисхане и его преемниках вплоть до 1259 года. Подробно описываются зверства, совершенные монголами против мусульманского мира[3].